# Poker en 2007
Cet article résume les événements liés au monde du poker en 2007.

## Tournois majeurs

### World Series of Poker 2007
Jerry Yang remporte le Main Event.

### World Series of Poker Europe 2007
Annette Obrestad remporte le Main Event.

### World Poker Tour Saison 5
| Étape                                | Vainqueur        |
| ------------------------------------ | ---------------- |
| PokerStars Caribbean Poker Adventure | Ryan Daut        |
| World Poker Open                     | Bryan Sumner     |
| Borgata Winter Poker Open            | John Hennigan    |
| L.A. Poker Classic                   | Eric Hershler    |
| Bay 101 Shooting Star                | Ted Forrest      |
| World Poker Challenge                | J. C. Tran       |
| Foxwoods Poker Classic               | Raj Patel        |
| WPT Championship                     | Carlos Mortensen |

### World Poker Tour Saison 6
| Étape                             | Vainqueur        |
| --------------------------------- | ---------------- |
| Mirage Poker Showdown             | Jonathan Little  |
| Mandalay Bay Poker Championship   | Shawn Buchanan   |
| Bellagio Cup                      | Kevin Saul       |
| Legends of Poker                  | Dan Harrington   |
| Gulf Coast Poker Championship     | Bill Edler       |
| Borgata Poker Open                | Roy Winston      |
| Turks & Caicos Poker Classic      | Rhynie Campbell  |
| Spanish Championship              | Markus Lehmann   |
| North American Poker Championship | Scott Clements   |
| World Poker Finals                | Mike Vela        |
| Five Diamond World Poker Classic  | Eugene Katchalov |

### European Poker Tour Saison 3
| Étape       | Vainqueur            |
| ----------- | -------------------- |
| Copenhague  | Magnus Petersson     |
| Deauville   | Annulé               |
| Dortmund    | Andreas Høivold      |
| Varsovie    | Peter Willers Jepsen |
| Monte-Carlo | Gavin Griffin        |

### European Poker Tour Saison 4
| Étape     | Vainqueur      |
| --------- | -------------- |
| Barcelone | Sander Lyloff  |
| Londres   | Joseph Mouawad |
| Baden     | Julian Thew    |
| Dublin    | Reuben Peters  |
| Prague    | Arnaud Mattern |

### Asia Pacific Poker Tour Saison 1
| Étape   | Vainqueur    |
| ------- | ------------ |
| Manille | Brett Parise |
| Séoul   | Zvi Bachar   |
| Macao   | Dinh Doat Le |
| Sydney  | Grant Levy   |

### Crown Australian Poker Championships 2007
Gus Hansen remporte le Main Event et Erick Lindgren le High Roller.

## Poker Hall of Fame
Barbara Enright et Phil Hellmuth sont intronisés, Barbara Enright devenant la première femme intronisée.

## Décès
- 4 décembre : Chip Reese (né le 28 mars 1951)